# Balázs Mihály (irodalomtörténész)
Balázs Mihály (Gyón, 1948. március 7. –) magyar irodalomtörténész, egyetemi tanár. Az irodalomtudományok kandidátusa (1981), az irodalomtudományok doktora (1997), a Magyar Tudományos Akadémia doktora (1997).

## Életpályája
1967–1972 között a JATE Bölcsészettudományi Kar magyar-orosz szakán tanult. 1972-től a JATE Bölcsészettudományi Kar régi magyar irodalom tanszéken tanít. 1972–1975 között egyetemi tanársegéd volt. 1975–1978 között a Magyar Tudományos Akadémia Irodalomtudományi Intézetében aspiráns volt. 1975–1981 között egyetemi adjunktus, 1981–1997 között egyetemi docens volt. 1986–1989 között rektorhelyettes volt. 1996–2001 között a Régi Magyar Irodalom Tanszék vezetőjeként dolgozott. 1997 óta egyetemi tanár. 1998–2001 között a Bölcsészettudományi Kar dékánja volt. 2001–2003 között, valamint 2007-től az Irodalomtudományi Doktori Iskola vezetője volt. 2004–2007 között a kolozsvári Babeș–Bolyai Tudományegyetem Magyar Irodalomtudományi Intézetének vendégtanára volt.
Kutatási területe a XVI.-XVII. századi Erdély és Magyarország művelődéstörténete és az erdélyi egyházak története.

## Családja
Szülei: Balázs Mihály és Fabók Mária voltak. 1971-ben házasságot kötött Bencze Líviával. Két fiuk született: Péter (1974) és Gábor (1977).

## Művei
- Az erdélyi antitrinitarizmus az 1560-as évek végén (1988)
- Erdélyi és hódoltsági jezsuita missziók (forráskiadvány, társközreadó, 1990)
- Jezsuita Okmánytár. Erdélyt és Magyarországot érintö iratok 1601-1606 (társközreadó, 1995)
- Early Transylvanian Antitrinitrianism 1567–1571. From Servet to Palaeologus (Baden-Baden, 1996)
- Teológia és irodalom. Az Erdélyen kívüli antitrinitarizmus kezdetei (Budapest, 1998)
- Felekezetiség és fikció. Tanulmányok 16-17. századi irodalmunkról (Budapest, 2005)
- Hitújítás és egyházalapítás között. Tanulmányok az erdélyi unitarizmus 16-17. századi történetéről (Kolozsvár, 2016)

## Díjai
- Szirmai Endre-díj (1997)[2]
- Széchenyi professzor-ösztöndíj (1999-2002)
- az Egyetemjogú Egységes Protestáns Teológiai Intézet díszdoktora (2005)
- Klebelsberg Kunó-díj (2006)
- Magyar Köztársasági Arany Érdemkereszt (2006)[2]
- Klaniczay-díj (2009)[2]
- Szőkefalvi-Nagy Béla-díj (Szeged) (2016)[2]